# Bahía Buen Suceso
No confundir con el transporte naval ARA Bahía Buen Suceso.
La bahía Buen Suceso es una pequeña bahía ubicada en la península Mitre de la isla Grande de Tierra del Fuego, en el departamento Ushuaia, en la jurisdicción de la provincia de Tierra del Fuego, Antártida e Islas del Atlántico Sur, Argentina.

## Historia
Esta bahía es descubierta por la expedición de Bartolomé García de Nodal, a bordo de las carabelas gemelas Nuestra Señora del Buen Suceso y Nuestra Señora de Atocha, las que habían partido desde el puerto de Lisboa el día 27 de septiembre de 1618 hacia Tierra del Fuego para explorar el recientemente descubierto estrecho de Le Maire por la expedición previa de Jacob Le Maire y Willem Schouten. El descubrimiento se produjo el 23 de enero de 1619, y se le asigna el nombre de Buen Suceso por una de las carabelas de la expedición. Los Haush la llamaban Cowut o almeja. En esta bahía fondearon y embarcaron agua, leña y gran cantidad de peces. Además los exploradores realizan el primer contacto de españoles con las poblaciones aborígenes haush relacionándose durante los 6 días que duró la estadía de los españoles.
El 15 de enero de 1769, La expedición del primer viaje de James Cook, al mando del HMB Endeavour, al Pacífico Sur fondeó en esta bahía durante su travesía del estrecho de Le Maire para aprovisionarse de madera y agua antes de encarar el paso del cabo de Hornos hacia el océano Pacífico. Permanecieron 5 días durante los cuales tuvieron contactos pacíficos con los nativos haush. Cook realizó un estudio topográfico de la bahía. Y una partida encabezada por los naturalistas Joseph Banks y Daniel Solander, que formaban parte del equipo científico de la expedición, se internaron en la zona para recolectar muestras de plantas y animales. Un cambio repentino de tiempo que hizo caer una nevada les obligó a pernoctar a la intemperie y dos de los criados de Banks murieron de hipotermia.
En esta bahía estuvo radicada la subprefectura de Tierra del Fuego entre 1887 y 1896, siendo luego trasladada a la localidad de Ushuaia, quedando la zona de la Bahía de Buen Suceso como un área marginal hasta el día de hoy. En las cercanías se encuentra el faro Buen Suceso, faro no habitado que fue librado al servicio el día 8 de noviembre de 1916 y reemplazado en el año 1928. En la costa existen actualmente dos enclaves, uno habitado en los períodos estivales por el Museo del Fin del Mundo, y el otro, un puesto de vigilancia y control de tránsito marítimo de la Armada Argentina con asentamiento permanente.